# ELF Cup 2006
Nezaměňovat s EFL Cupem
ELF Cup 2006 byla soutěž pro reprezentace, které nejsou členy FIFA. 
Turnaj pořádal Severní Kypr, jehož reprezentace také turnaj vyhrála. Šlo o jediný ročník turnaje. Nejlepším střelcem se stal Ertaç Taşkıran ze Severního Kypru (6 gólů).

## Pozadí
Severní Kypr měl původně pořádat zahajovací turnaj Mistrovství světa VIVA, dvouročního turnaje pořádaného NF-Board. Mezi NF-Board a KTFF však došlo ke sporu a turnaj byl přidělen Okcitánii. KTFF se rozhodla pořádat vlastní turnaj, který se konal ve stejnou dobu jako Mistrovství světa VIVA. KTFF zároveň slíbila zaplatit náklady za cestování, což přilákalo některé členy NF-Board.
Turnaje se měl zúčastnit Afghánistán, ale po nátlaku FIFA odstoupil.

## Skupiny

### Skupina A
1. Kyrgyzstán[pozn. 1]
2. Zanzibar[pozn. 2]
3. Grónsko[pozn. 3]
4. Gagauzsko

### Skupina B
1. Severní Kypr[pozn. 4]
2. Krymští Tataři
3. Tádžikistán[pozn. 5]
4. Tibet[pozn. 6]

## Vyřazovací fáze

### Semifinále
| 23.11.2006 15:00 |     |                |                                                        |
| Kyrgyzstán       | 2:3 | Krymští Tataři | Atatürkův stadion, Nikósie rozhodčí: Mehmet Özbilgehan |
|                  |     |                | Atatürkův stadion, Nikósie rozhodčí: Mehmet Özbilgehan |

| 23.11.2006 17:00 |     |          |                                                  |
| Severní Kypr     | 5:0 | Zanzibar | Atatürkův stadion, Nikósie rozhodčí: Savaş Tilki |
|                  |     |          | Atatürkův stadion, Nikósie rozhodčí: Savaş Tilki |

### O 3. místo
| 25.11.2006 14:30 |           |          |                            |
| Kyrgyzstán       | 2:2 (7:6) | Zanzibar | Atatürkův stadion, Nikósie |
|                  |           |          | Atatürkův stadion, Nikósie |

### Finále
| 25.11.2006 16:30 |     |                |                            |
| Severní Kypr     | 3:1 | Krymští Tataři | Atatürkův stadion, Nikósie |
|                  |     |                | Atatürkův stadion, Nikósie |